# Zabranjeno pušenje
Zabranjeno pušenje (zu deutsch  Rauchen Verboten) ist eine im Jahre 1980 als Garagenband in Sarajevo gegründete, ehemals jugoslawische Rockband. Die Musik vermischt verschiedene Einflüsse wie den Garagenrock, Punk, Volksmusik Südosteuropas (Folk) und Musik der Roma.
Gründer der Gruppe sind Nenad Janković (* 1962) als Dr. Nele Karajlić, Davor Sučić als Sejo Sexon, Zenit Džozić (* 1961) als Fu-Do, Mladen Mitić als Munja, Dražen Janković (1965–2018) als Seid Little Karajlić, Ognjen Gajić,  Mustafa Čengić als Muče und Zoran Degan als Poka. Elvis J. Kurtović dient der Band als Ersatzspieler. Der Regisseur Emir Kusturica trat 1986 als E-Bass-Spieler der Gruppe bei.
Die Band kam mit politischen Texten und Kommentaren früh in den Konflikt mit jugoslawischen Autoritäten.
Die Umstände des Bosnienkrieges bewirkten 1994 eine Trennung der Gruppe. Während ein Teil der Band nach Belgrad zog und nun unter dem neuen Namen The No Smoking Orchestra auftritt, verblieben Teile der Gruppe in Sarajevo bzw. zogen nach Zagreb und wirken weiterhin unter dem gleichen Namen. Beide Musikgruppen beanspruchen die Vergangenheit von Zabranjeno pušenje für sich, so dass Alben vor 1994 in den Diskografien beider Bands erscheinen.
In einer Rezension in der Frankfurter Allgemeinen Zeitung wird die Belgrader Band The No Smoking Orchestra wie folgt kritisiert: Sie spiele „Hymnen auf den mutmaßlichen serbischen Kriegsverbrecher Radovan Karadžić, von keinem Intellektuellen in Serbien kann man chauvinistischere Aussagen hören als von dem Oberwahlserben Kusturica.“

## Diskografie
- Das ist Walter (1984)
- Dok čekaš sabah sa šejtanom (Während du auf den Morgen mit dem Teufel wartest – 1985)
- Pozdrav iz zemlje Safari (Grüße aus dem Land Safari – 1987)
- Male priče o velikoj ljubavi (Kleine Geschichten über die große Liebe – 1989)

## Zabranjeno pušenje (Sarajevo)

### Alben
- Nikad robom, vazda taxijem – Best of 1 (Niemals ein Packesel, immer mit Taxi – 1996 – Best of)
- Fildžan viška (1997)
- Srce, ruke i lopata – Best of 2 (Herz, Hände und Schauffel – 1998)
- Hapsi sve! – live (Verhafte alle! – 1998)
- Agent tajne sile (Agent der geheimen Macht – 1999)
- Bog vozi Mercedes (Gott fährt einen Mercedes – 2001)
- Live in St. Louis (2004)
- Hodi da ti čiko nešto da (Komm her, der Onkel hat 'was für Dich – 2006)
- Muzej Revolucije (Museum der Revolution – 2009)
- Radovi na cesti (Bauarbeiten – 2013)
- Šok i nevjerica (2018)
- Karamba! (2022)

## Zabranjeno pušenje (Belgrad)
The No Smoking Orchestra, auch Emir Kusturica and the No Smoking Orchestra, ist eine eigene Band aus Belgrad. Sie wurde 1997 von den ehemals serbischen Bandmitgliedern von Zabranjeno pušenje gegründet. Da der Originalname der alten Band durch die Autorenrechte von Sejo Sexon geschützt ist, wählte die Gruppe die englische Übersetzung des Namens und nannte sich The No Smoking Orchestra.

## Diskografie

### Alben
- Zabranjeno Pušenje: Ja Nisam Odavde (Ich bin nicht von hier – 1997)
- Black Cat White Cat (1998)
- Emir Kusturica & The No Smoking Orchestra: Unza Unza Time (2000)
- The No Smoking Orchestra: Life Is A Miracle (2004)
- Emir Kusturica And The No Smoking Orchestra: Live Is A Miracle In Buenos Aires (2005)
- The No Smoking Orchestra: Emir Kusturica's Time Of The Gypsies Punk Opera (2007)